# 北聖拉斐爾

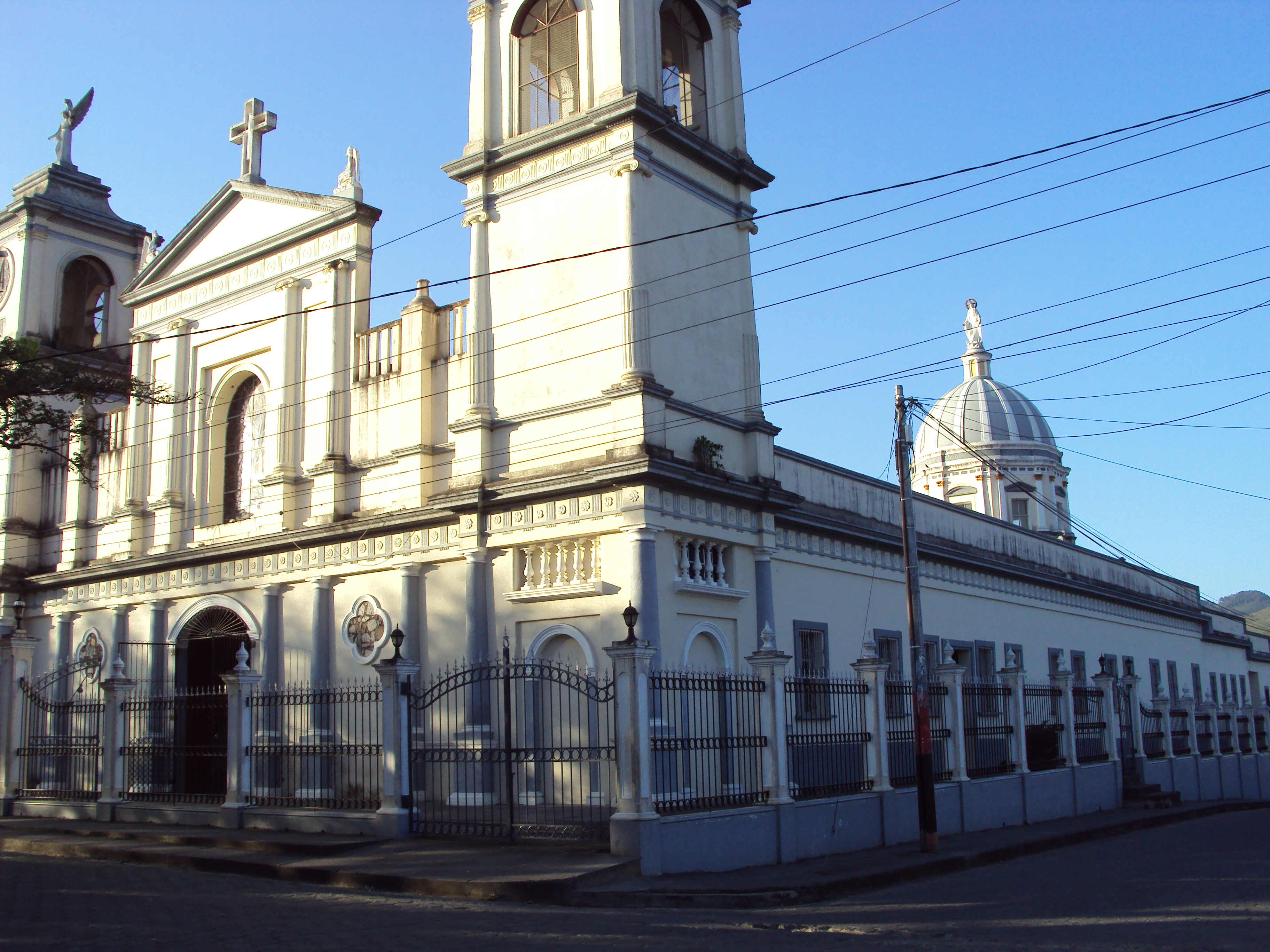
北聖拉斐爾的教堂

北聖拉斐爾（西班牙語：San Rafael del Norte），是尼加拉瓜的城鎮，位於該國北部，由希諾特加省負責管轄，面積233平方公里，海拔高度1,072米，2005年人口17,789，人口密度每平方公里76.35人。